# Ecnomus samouensis
Ecnomus samouensis är en nattsländeart som beskrevs av Francois-Marie Gibon 1992. Ecnomus samouensis ingår i släktet Ecnomus och familjen trattnattsländor. Inga underarter finns listade i Catalogue of Life.